# Diaphonia luteola
Diaphonia luteola är en skalbaggsart som beskrevs av Oliver Erichson Janson 1873. Diaphonia luteola ingår i släktet Diaphonia och familjen Cetoniidae. Inga underarter finns listade i Catalogue of Life.